# Helmut Daucher
Helmut Daucher (* 8. März 1957 in Reichraming) ist ein österreichischer Fotograf. Seine Schwerpunkte finden sich im Bereich Porträt, Tanz, Hairstyling, Kosmetik und Mode.

## Leben
Helmut Daucher absolvierte nach seiner Ausbildung an der HTL Steyr das Lehramtstudium für Mathematik und Physik an der pädagogischen Akademie in Linz und unterrichtete auch im Bereich Erwachsenenbildung am BFI in Oberösterreich.
Bereits in den siebziger Jahren entdeckte er die Leidenschaft zur Fotografie und widmete ihr unzählige Reisen von Europa über Afrika, Indien und Mittelamerika.
Ab 1982 war er als Pressefotograf tätig und nutzte unter anderem die Fotografie auch für die Bürgerinitiative „Rettet das Hintergebirge“ dem Reichraminger Hintergebirge, der heutige Nationalpark Kalkalpen.
2007 bis 2008 studierte Daucher an der Schule Friedl Kubelka in Wien künstlerische Fotografie.
Seit 1988 ist er als Lehrer an der polytechnischen Schule in Großraming im Bereich Elektrotechnik tätig.
Er vermittelt sein fotografisches Wissen als Vortragender bzw. Seminarleiter bei Kursen und Workshops in Steyr, Linz und Wien sowie an der Sommerakademie in Zakynthos, Griechenland.
Immer wieder bricht er aus der konventionellen Fotografie aus und nähert sich anderen Kunstrichtungen, wie z. B. der Malerei, sei es beim Ballerina Projekt Linz mit Künstlerinnen der Anton Bruckner Privatuniversität oder bei Gemeinschaftsprojekten mit Malern, Schauspielern und Schriftstellern.

## Auszeichnungen
- 2012: Silbermedaille Trierenberg Super Circuit[3]
- 2012: Colour Slides Nature[4]
- 2012: honourable mention at Indonesia Salon of Art Photography by FIAP (Fédération Internationale de l’Art Photographique)  and PSA (Photographic Society of America)[5]
- 2015: Bronzemedaille Sparte „Monochrom“ und „Digital“[6] und bestbewertetes Farbbild – Staatsmeisterschaft für künstlerische Fotografie – Verband Österreichischer Amateurfotografen-Vereine (VÖAV)
- 2015: 1. Platz Bundesmeisterschaft der Naturfreunde Österreichs[7]
- 2016: Goldmedaille bei Trierenberg Super Circuit[8]
- 2016: Gesamtsieg bei der Bundesmeisterschaft der Naturfreunde Österreichs[9]
- 2016: weitere Medaillen bei der Staatsmeisterschaft und der Landesmeisterschaft für künstlerische Fotografie des VÖAV
- 2017: 1. Platz Bundesmeisterschaft der Naturfreunde Österreichs, Kategorie Landschaft[10]

## Ausstellungen
- 2008: Ausstellung „Poesie des Moments“, Galerie Raum und Licht, Wien
- 2009: Ausstellung „Movimiento Cubano“, Floridita, Wien
- 2012: Ausstellung „Poesie des Moments“, OÖ Fotogalerie, Linz
- 2015: Ausstellung „Approxima“, Philomedia, Wien[11]
- 2016: Ausstellung: „Das andere Krumau“, OÖ Fotogalerie, Linz
- 2017: Hartlauer Fotogalerie – Die Bühne der Fotokunst: Mitwirkung zum Thema Kommunikation und Emotionen und Österreich im Bild